# Равно
Ра́вно (болг. Равно) — село в Разградській області Болгарії. Входить до складу общини Кубрат.

## Населення
За даними перепису населення 2011 року у селі проживали 624 особи.
Національний склад населення села:
| Національність   | Кількість осіб | Відсоток |
| ---------------- | -------------- | -------- |
| турки            | 506            | 81,2 %   |
| цигани           | 71             | 11,4 %   |
| болгари          | 43             | 6,9 %    |
| інша             | 0              | 0 %      |
| не визначились   | 3              | 0,5 %    |
| Всього відповіли | 623            |          |

Розподіл населення за віком у 2011 році:
Динаміка населення: